# Shinnyo-en
Shinnyo-en (jap. 真如苑 Bezkresny Ogród Urzeczywistnienia) – japoński buddyjski ezoteryczny ruch religijny, wywodzący się ze szkoły shingon. Posiada współcześnie około miliona wyznawców, poza Japonią także na terenie innych krajów azjatyckich, w Stanach Zjednoczonych i Europie.
Twórcami założonego w 1936 roku w Tachikawie ruchu byli Shinjō Itō (1906-1989) i jego żona Tomoji Itō (1912-1967). Obydwoje praktykowali buddyzm w klasztorze Daigo-ji w Kioto, a Tomoji jako pierwsza w historii kobieta otrzymała najwyższy w japońskim buddyzmie tytuł daisōjō (大僧正). Początkowo organizacja funkcjonowała jako jedna z gałęzi szkoły shingon, w 1948 roku uzyskała samodzielność organizacyjną i została uznana za odrębny ruch religijny. Nazwę shinnyo-en przyjęła w 1951 roku.
Ruch podkreśla wyjątkową wartość ostatnich nauk udzielonych przez Buddę pod koniec jego życia ziemskiego. Najważniejszym tekstem religijnym jest Mahāparinirvāna Sūtra, uważana za esencję całej doktryny buddyjskiej. Organizacja ma charakter hierarchiczny, szczególną uwagę zwraca się na naukę pod kierunkiem mistrza, umożliwiającą osiągnięcie wyższych poziomów na drodze do Oświecenia. Podstawową praktyką jest medytacja sesshin, w trakcie której praktykujący doskonali się pod kierownictwem przewodników duchowych (霊能者, reinōsha). Przywiązuje się także wagę do rozmaitych praktyk oczyszczających oraz kultu przodków.